# Улоговина Нансена

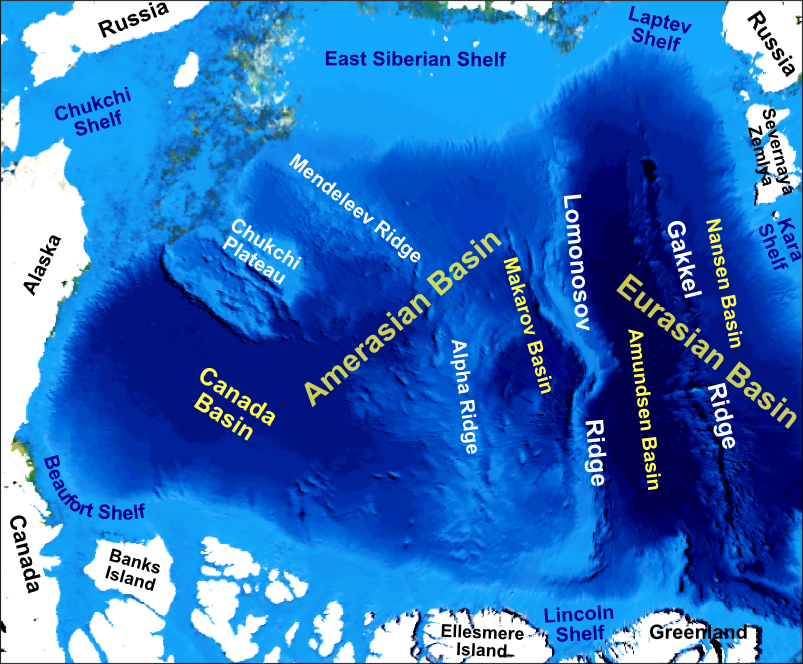
Основні батиметричні особливості Північного Льодовитого океану

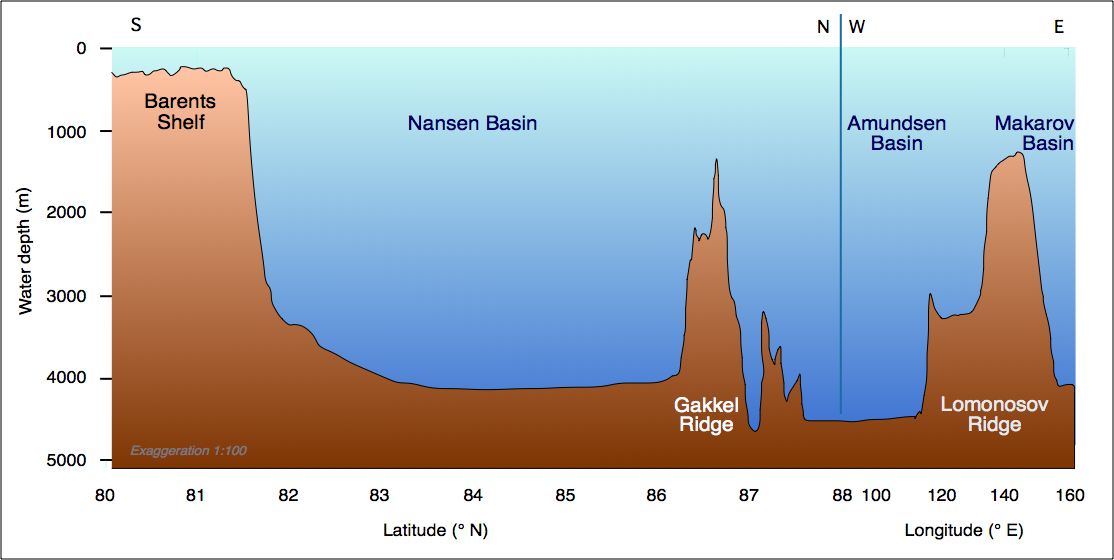
Профіль дна Північного Льодовитого океану від Баренцева моря до (географічного) Північного полюсу

Улоговина Нансена — океанічна котловина в центральній частині Північного Льодовитого океану, розташована між хребтом Гаккеля і шпіцбергензько-північноземельським материковим схилом. Разом з глибшою котловиною Амундсена є складаючими Євразійського басейну. Баренцова абісальна рівнина розташована в центрі котловини Нансена.
Середня глибина котловини складає близько 3430 м. Найглибша точка Північного Льодовитого океану розташована в котловині Нансена і має глибину 4,665 м У західній частині в улоговину врізається жолоб Літке, найглибша точка якого 5449 м.
Свою назву котловина отримала на честь норвезького полярного дослідника Фрітьйофа Нансена.